# Convento di Montecasale
Il convento di Montecasale è un edificio sacro che si trova nella località omonima nel territorio comunale di Sansepolcro.

## Storia
Secondo la tradizione le origini risalirebbero al 1192, quando i camaldolesi avrebbero costruito un piccolo eremo con un ospedale e un ospizio per i pellegrini lungo il percorso della strada che varcava l'Alpe della Luna e scendeva lungo il versante marchigiano. Ceduto a san Francesco nel 1213, l'eremo è un luogo di primaria importanza della spiritualità francescana per aver ospitato il santo assisiate.
I frati francescani vi rimangono fino al 1268, quando sono sostituiti da una piccola comunità di eremiti che seguono la regola di sant'Agostino, approvata dal vescovo di Città di Castello.
Tra XIII e XIV secolo nella chiesa si sviluppa un culto mariano attorno alla statua lignea della Madonna col Bambino.
Nel 1462 il Comune di Sansepolcro accoglie la richiesta dell'Ordine di frate Pietro da Pisa, alla quale assegna il luogo di Santa Maria di Montecasale, con il sito della chiesa e delle abitazioni e tutti i diritti e i beni, accolgono la richiesta, ma non è chiaro se, e per quanto tempo, i Gerolimini vi abbiano dimorato.
Agli inizi del XVI secolo vi si insediano i frati minori cappuccini, che ricevono l'eremo 
nel 1537 da papa Paolo III (bolla Exponi vobis) e che ancora oggi vi risiedono. Fino al 1784 il convento ha fatto parte della provincia cappuccina dell'Umbria; dal 1784, fa parte della provincia toscana.
Il 28 dicembre 1922 è visitato da mons. Angelo Giuseppe Roncalli, futuro papa Giovanni XXIII.
Il complesso conserva il primitivo impianto dei più antichi conventi francescani, caratterizzato dall'accostamento intorno ad un chiostro centrale dai grossi pilastri in pietra architravati, di piccoli edifici legati alle funzioni monastiche. È un notevole esempio di un'architettura povera, fatta di materiali locali, ispirata alla semplicità di vita dei religiosi.